# Dorotea de Cesarea
Dorotea o Dora (Capadòcia? final del s. IV - Cesarea Mazaca, ca. 311) és una jove verge, venerada com a màrtir a diverses confessions del cristianisme. Molt poques dades fiables, a banda de les acta de martiri, n'hi ha. Sembla que va morir durant les persecucions de Dioclecià, però la data tradicional del martiri (311) tampoc no coincideix amb aquest regnat.
Tant ella com Teòfil figuren al Martirologi romà com a màrtirs de Cesarea de Capadòcia, amb festivitat el 6 de febrer. No obstant això, i degut a la manca de proves fefaents de la seva historicitat, el 1969 va ser eliminada del calendari romà de sants.
No s'ha de confondre amb Dorotea d'Alexandria, una altra santa del mateix període i, possiblement, també llegendària i inexistent.

## Llegenda
Segons les actes del martiri, tardanes, i les llegendes posteriors, els pares de Dorotea havien estat martiritzats davant seu per Dioclecià, ja que eren cristians. El governador Sapirici (o Aprici) la va cridar per fer-la casar amb un jove; ella s'hi negà, ja que havia consagrat la seva virginitat a Déu, i va ser amenaçada amb la tortura i la mort si no es casava i sacrificava als déus pagans. Dorotea digué que ella ja estava casada amb Crist i que moriria.
Sapirici la va tancar a la presó amb dues dones que havien deixat el cristianisme, pensat que la convencerien perquè renunciés a la seva fe: al contrari, va ser Dorotea qui va tornar a convertir les dues dones al cristianisme. Va ser sentenciada i condemnada a mort.

### Miracle de les roses i llegenda de Teòfil
El martiri s'esdevingué al febrer, en una època particularment freda. Mentre era conduïda al suplici, un dels advocats que havia assistit al judici, anomenat Teòfil, se'n burlà i li digué que, en arribar al jardí del seu espòs, li fes arribar roses i pomes. Mentre li benaven els ulls per decapitar-la, Dorotea veié una jove (o un àngel, segons altres fonts) amb una cistella plena de roses i pomes, i li demanà que les portés a Teòfil com a regal. Quan Teòfil rebé la cistella de roses, entengué que era un miracle i es va convertir al cristianisme. Els que l'acompanyaven el van denunciar al prefecte i va ser jutjat, torturat i martiritzat fins a la mort, també decapitat.
Avui, tots dos, Dorotea i Teòfil, són celebrats el 6 de febrer.

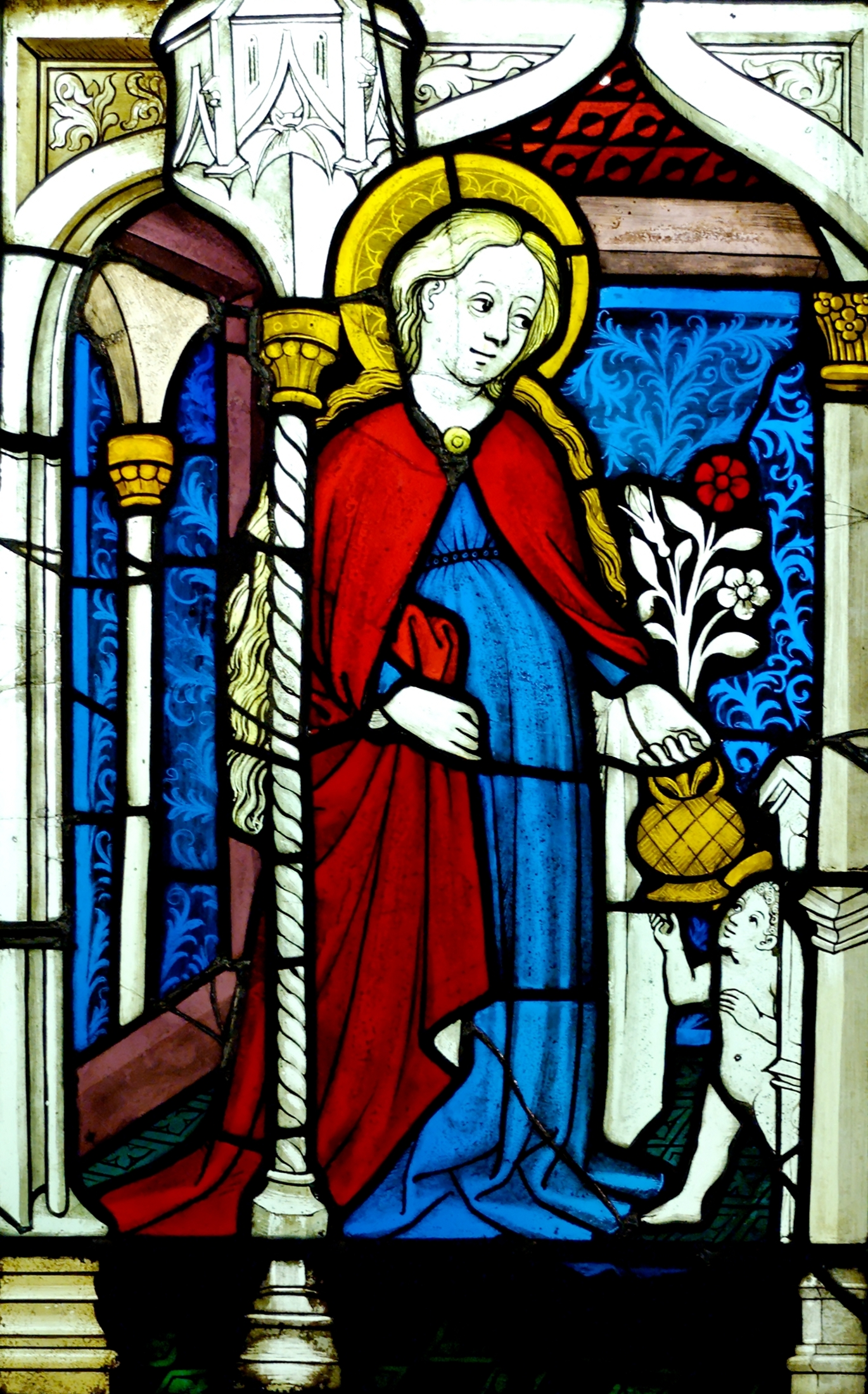
Vitrall alemany del Rin, ca. 1450
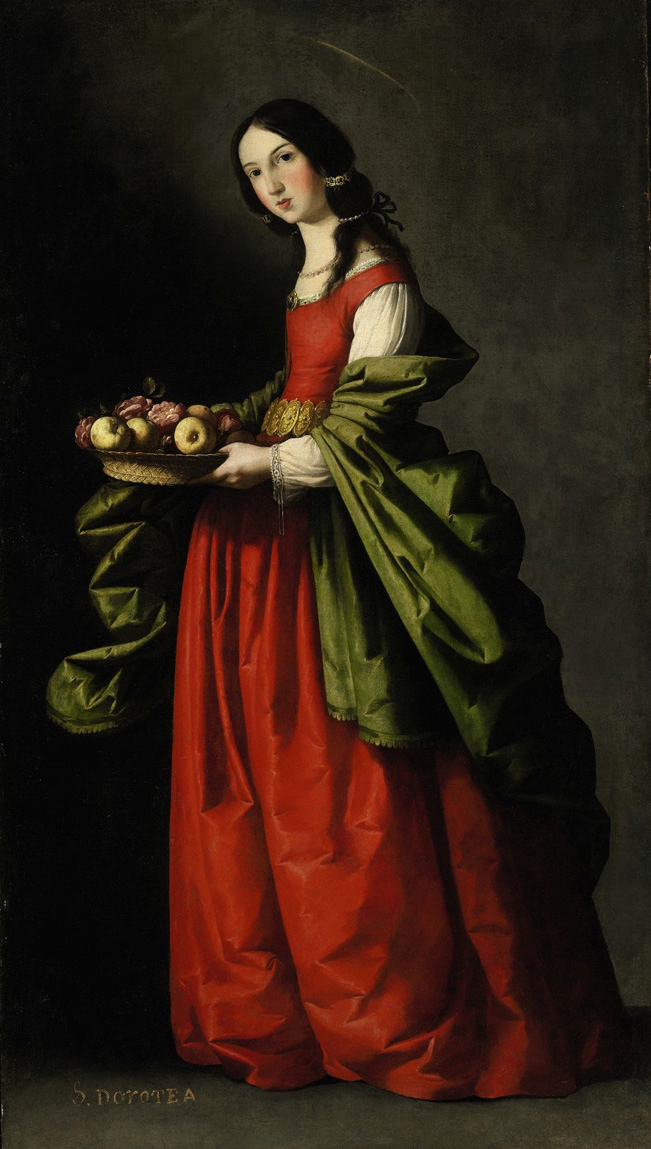
Pintura de Francisco de Zurbarán (1648)
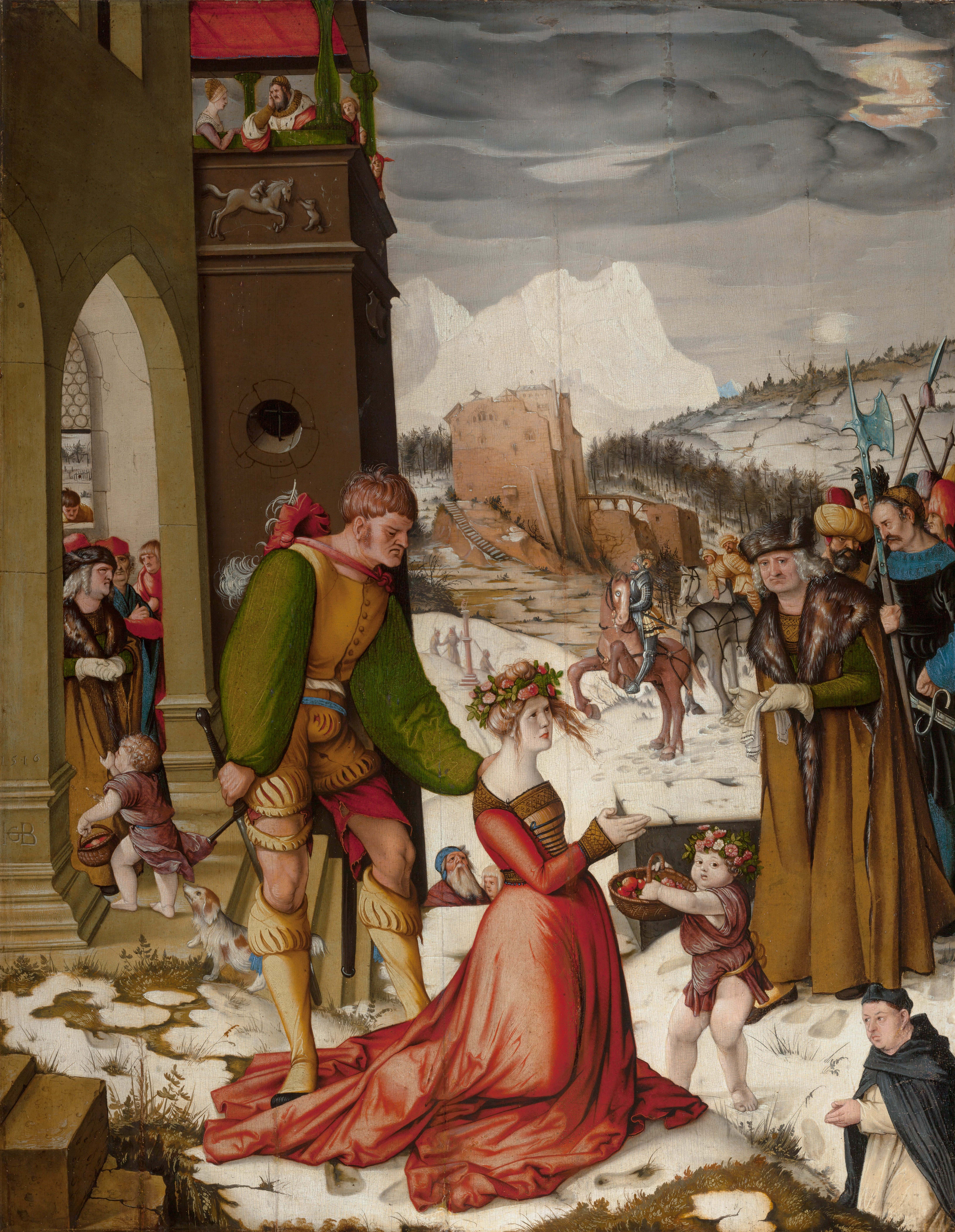
Martiri de la santa, per Hans Baldung Grien, s. XVI
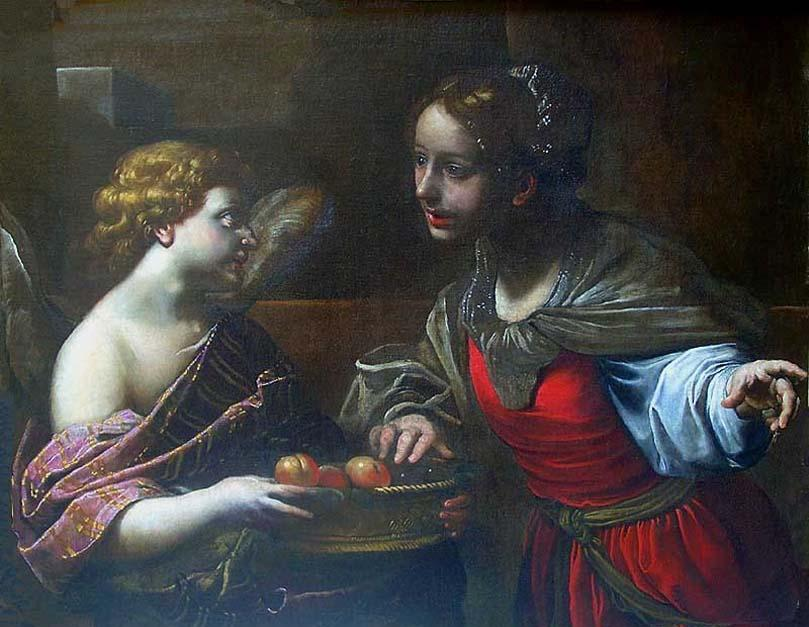
Dorotea i l'àngel, per Alessandro Tiarini

## Veneració
La menció més antiga de Dorotea és al Martyrologium Hieronymianum, on es fa constar el dia del martiri, el lloc i el nom de la jove i de Teòfil.
El culte a Dorotea es difongué a Europa durant l'Edat mitjana, a partir del segle VII. A la Suècia medieval, va ser afegida com a quinzena entre els Catorze Sants Auxiliadors i considerada, amb Bàrbara de Nicomèdia, Caterina d'Alexandria i Margarida d'Antioquia, com una de les quatre Huvudjungfrur o Verges principals."
La Congregació de Germanes de Santa Dorotea és un convent de monges que s'ocupen de l'ensenyament a nens i el conreu de flors; va rebre el nom d'aquesta Dorotea.
És considerada patrona dels jardiners, a causa de la llegenda de les flors.